# Блокзейл, Теймен
Те́ймен Бло́кзейл (нидерл. Thijmen Blokzijl; род. 25 февраля 2005) — нидерландский футболист, центральный защитник клуба «Гронинген».

## Клубная карьера
Уроженец Гронингена, Блокзейл выступал за молодёжные команды местных футбольных клубов «Велоситас 1897» и «Бе Квик 1887». В 2016 году присоединился к футбольной академии «Гронингена». В мае 2021 года подписал с клубом свой первый профессиональный контракт. 8 января 2023 года дебютировал в основном составе «Гронингена», выйдя в стартовом составе в матче Эредивизи против «Эксельсиора».

## Карьера в сборной
Выступал за сборные Нидерландов до 15, до 17 и до 18 лет.
В 2022 году выступил на чемпионате Европы до 17 лет, сыграв на турнире 6 матчей и помог своей команде дойти до финала, в котором Нидерланды уступили сборной Франции.

## Достижения
Сборная Нидерландов (до 17 лет) 
- Финалист чемпионата Европы (до 17 лет): 2022